# Фрумоаса
Фрумоаса (рум. Frumoasa) — село в Каларашском районе Молдавии. Относится к сёлам, не образующим коммуну.

## География
Село расположено на высоте 137 метров над уровнем моря.

## Население
По данным переписи населения 2004 года, в селе Фрумоаса проживает 660 человек (337 мужчин, 323 женщины).
Этнический состав села:
| Национальность | Число жителей | Процентный состав |
| -------------- | ------------- | ----------------- |
| молдаване      | 651           | 98.64             |
| румыны         | 3             | 0.45              |
| украинцы       | 2             | 0.3               |
| цыгане         | 1             | 0.15              |
| прочие         | 3             | 0.45              |
| Всего          | 660           | 100%              |